# Вестеншлюп
«Вестеншлюп» (в составе шведского флота «Bernhardus») — парусная бригантина шведского флота, а затем шнява Балтийского флота Российской империи, участник Северной войны и русско-шведской войны 1741—1743 годов.

## Описание судна
Парусная деревянная бригантина, а затем шнява. Вооружение судна составляли 12 орудий, экипаж состоял из 60 человек.

## История службы

### В составе Российского императорского флота
После захвата в Эзельском бою отрядом кораблей под командованием капитана 2-го ранга Н. А. Сенявина 24 мая (4 июня) 1719 года шведской бригантины «Bernhardus», последняя вошла в состав Балтийского флота России в качестве шнявы под именем «Вестеншлюп».
В 1721 году в составе эскадры принимала участие в практическом плавании в Финском заливе и состояла на почтовом сообщении между Гангутом и Рогервиком. В 1722 и 1723 годах также выходила в практические плавания в Финский залив в составе эскадр кораблей Балтийского флота. Ежегодно с мая по ноябрь в 1725—1734 годах несла брандвахтенную службу у Берёзовых островов, а в 1737 году — на Кронштадтском рейде.
Принимала участие в русско-шведской войне 1741—1743 годов. В кампанию 1741 года несла брандвахтенную службу у Берёзовых островов и выходила в крейсерские плавания в Финский залив к острову Гогланд. В кампанию следующего 1742 года в мае принимала участие в конвоировании гребной эскадры, совершавшей переход из Кронштадта в Биорке-зунд.
В кампанию 1743 года была включена в эскадру адмирала графа Н. Ф. Головина, в составе которой 9 (20) мая вышла из Кронштадта в крейсерское плавание для поиска неприятельских судов в Финском заливе, а 7 (18) и 8 (19) июня принимала участие к перестрелке с кораблями шведского флота. В том же году использовалась для доставки донесений в Гельсингфорс, 8 (19) июля доставила из Гельсингфорса в Ревель, где в то время находилась эскадра кораблей Балтийского флота, манифест о подписании мира между Россией и Швецией.
В 1744 году выходила в практическое плавание в Финский залив. В том же году, а также в 1745 и 1746 годах несла брандвахтенную службу в Кронштадте.
12 (23) марта 1747 была приведена в Санкт-Петербург в отряде кораблей, захваченных в разное время у шведов и в соответствии с указом Адмиралтейств-коллегии предназначавшихся к сохранению «для памяти».

## Командиры шнявы
Командирами шнявы «Вестеншлюп» в составе Российского императорского флота в разное время служили:
- подпоручик, а затем лейтенант[комм. 1] Г. Золотарев (до мая 1721 года)[10];
- поручик Я. Шпрингер[комм. 2] (с мая 1721 года)[5];
- мичман И. Нащокин (1725 год)[11];
- корабельный секретарь 1-го ранга И. Аничков (1726—1727 годы)[12];
- мичман М. Радилов (1728 год)[13][14];
- Суханов (1729 год)[комм. 3];
- мичман И. Сабуров (1730 год)[15];
- мичман М. Рыкунов (1731 год)[16];
- унтер-лейтенант П. Колударов (1732 год)[17];
- мичман С. Румянцев (1733 год)[16];
- мичман С. Телегин (до 1 (12) сентября 1733 года[комм. 4])[18];
- мичман И. Недобров (с 1 (12) сентября 1733 года)[19];
- лейтенант майорского ранга С. Лыков (1734 год)[20];
- мичман М. Палибин (1737 год)[21];
- мичман В. Молчанов (1741 год)[22];
- лейтенант майорского ранга С. Чичерин (1742 год)[23];
- лейтенант майорского ранга А. Анхворов (до мая 1743 года)[24];
- мичман М. Нефедьев (с мая 1743 года)[комм. 5][25];
- мичман И. М. Селиванов (1744 год)[8];
- мичман Е. Бестужев (1745—1746 годы)[26].

### Комментарии
1. ↑  С 2 (13) марта 1721 года.
2. ↑  В русской транслитерации также встречается вариант написания фамилии Спрингер.
3. ↑  Сведений об имени и звании командира не сохранилось.
4. ↑  В указанную дату был отослан во флот к адмиралу Гордону для проведения расследования по обвинению «в битье кошками голландского шкипера».
5. ↑  За пьянство был разжалован в матросы до выслуги.